# Mark Pauline
Mark Pauline, né le 14 décembre 1953, est un auteur de performances artistiques et inventeur américain, notamment connu pour être le fondateur du Survival Research Laboratories (SRL).
Mark Pauline est le concepteur de spectacles de rue mêlant animaux morts mutants enchâssés dans une machinerie sophistiquée, explosions sanguines, détonations diverses, automates massifs à la personnalité propre et maniaque combattant à mort, peintures géantes etc.
Pauline fonde en 1978 le SRL, considéré comme le premier performer industriel, c'est-à-dire un assemblage complexe de machines visant à réaliser des performances artistiques.
Son travail est souvent controversé. Ainsi, en août 1990, ArtPark, un festival artistique sponsorisé par l'État à Lewiston (État de New York), décida d'annuler une performance de Pauline visant à reproduire un vaisseau spatial de Rube Goldberg utilisant un grand nombre de Bibles comme des boucliers de protection thermique, qui auraient dû finir en cendres à la fin du spectacle.
Selon ses propres termes : « J'aime faire des machines qui peuvent faire leurs propres spectacles... des machines qui peuvent faire tout ce que font celles des livres de science-fiction. Je veux être là pour réaliser ces rêves ».